# 南鳳

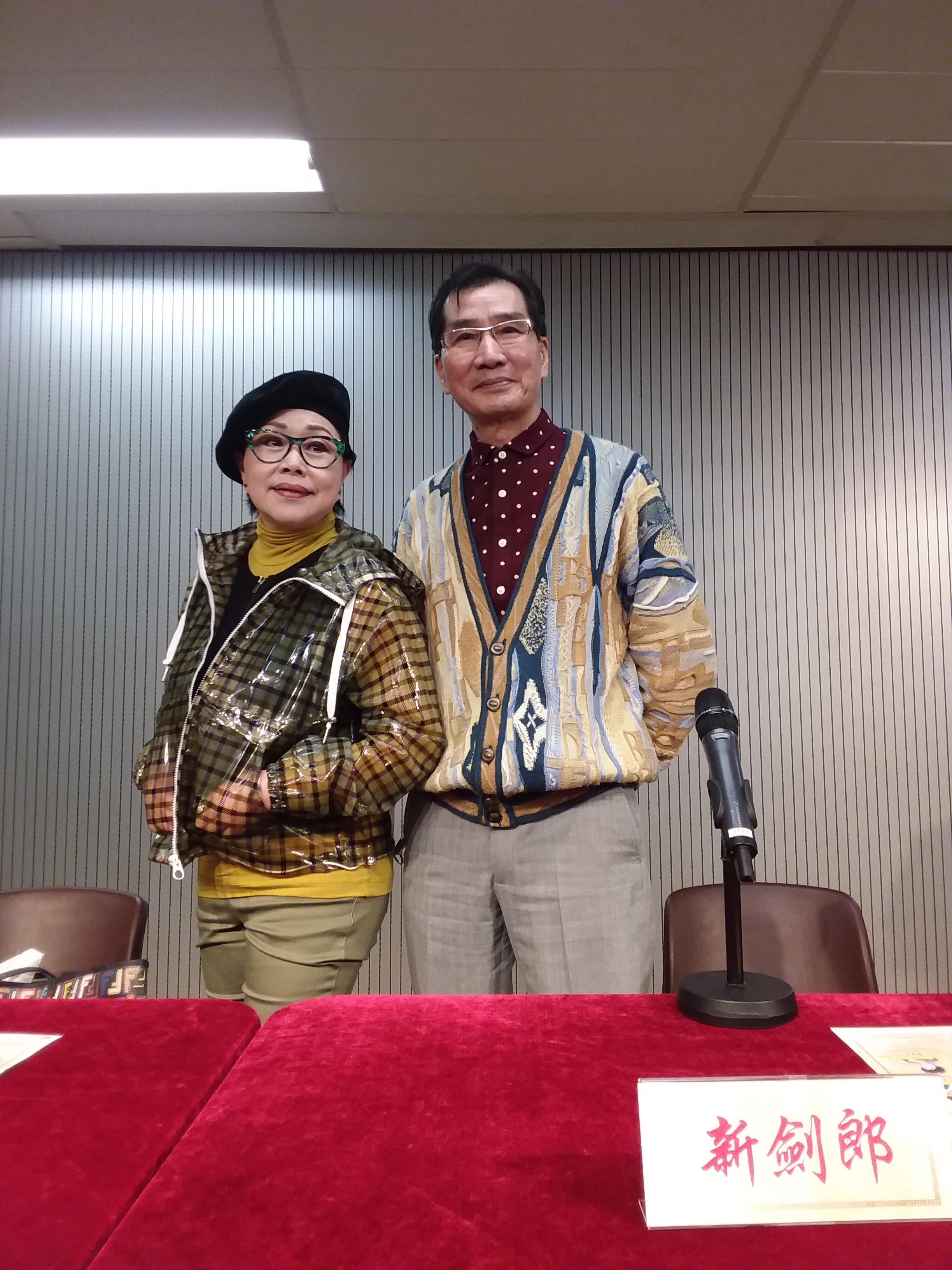

高佩華，MH，藝名南鳳，香港粵劇演員。她的堂姐高麗 (粵劇演員)也是香港著名旦角。由1962年「慶新聲」的《雷鳴金鼓戰笳聲》初踏台板，堂姐妹二人同出任梅香角色。

## 簡歷
1960年代隨吳惜衣、譚珊珊及粉菊花學習粵劇做功及北派功架。1963年拜王粵生為師，學習唱腔。再於1966年由王氏介紹下，隨著名粵劇及電影演員南紅參加慶紅佳劇團演出，出任梅香角色。由於南紅亦是王氏門下，南鳳尊南紅為師姐，藝名以「南」為首，故用南鳳為名。
1974年至1980年南鳳任麗的電視藝員。1975年，麗的電視曾安排南鳳與李影、鍾叮噹及盧愛蓮組成四人女子音樂組合紫荊花合唱團，以對撼無綫電視翡翠台晚間綜藝節目《歡樂今宵》的四人女子音樂組合四朵金花。
1980年代初，南鳳在大、中型戲班中奠定二幫花旦的地位，而不時受聘於中、小班擔任正印花旦。到1990年代更逐步確立在大型中的正印花旦地位。
1985年更與林錦堂聯手開辦粵劇學校「粵藝社」，直到1991年才停辦，期間學員們組織了「粵藝劇團」，從演出中獲得實習的機會。

## 外部連結
- 南國彩鳳